# Limnophila (Limnophila) charon
Limnophila (Limnophila) charon is een tweevleugelige uit de familie steltmuggen (Limoniidae). De soort komt voor in het Neotropisch gebied.